# Zマシン

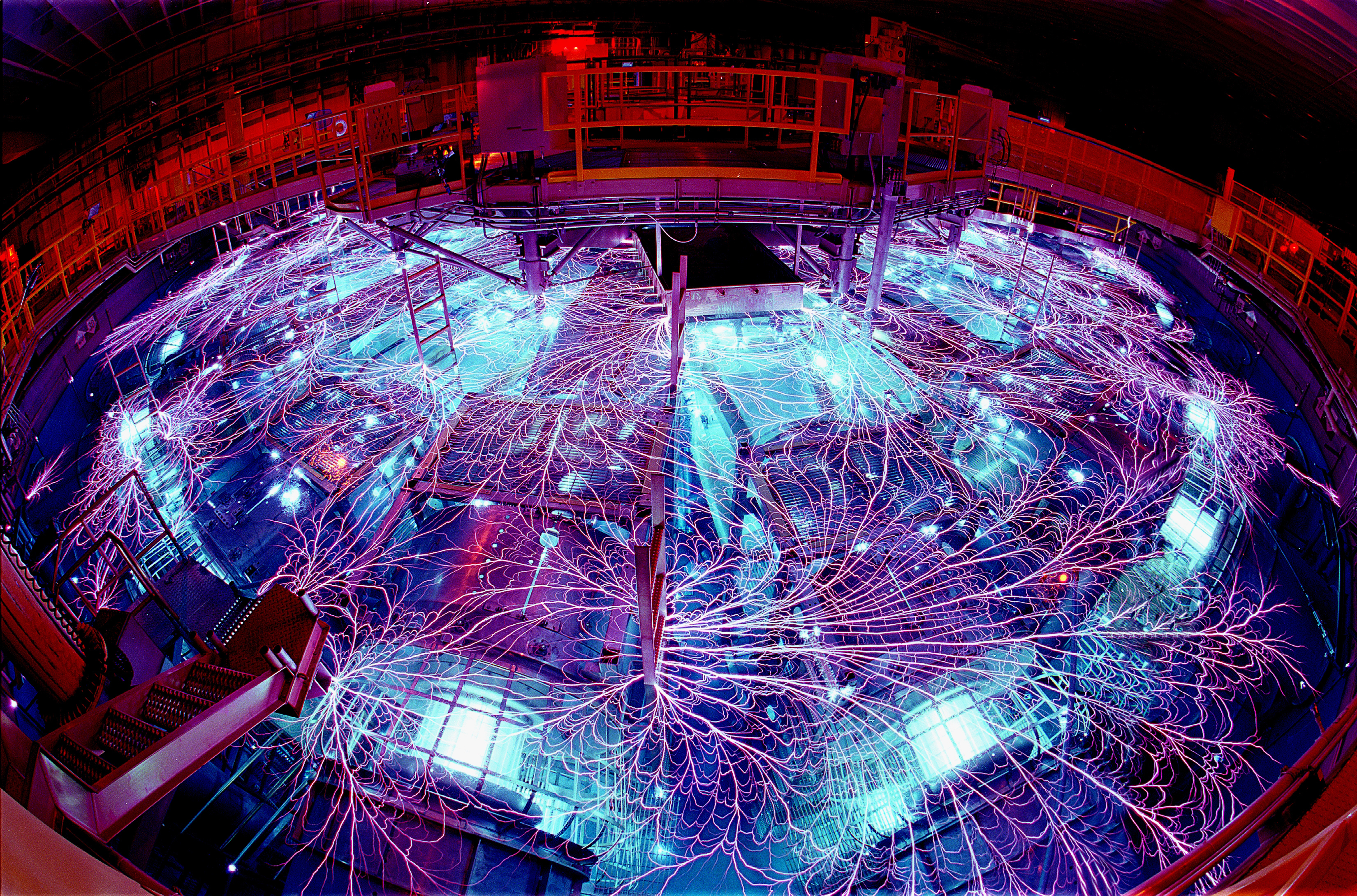
放電時のZマシン。絶縁のために、装置の大部分は水中に沈められている。2006年の改造前のZマシンでは、放電時に大電流によって励起される漏れ磁場のために、空気と水の境界で絶縁破壊が起こり、写真のような放電が発生した(数マイクロ秒の出来事である)。改造後のZマシン(ZRマシン)では、漏れ磁場が大幅に低減されたために、このように派手な誘発放電は発生しなくなっている模様である。この写真は、1998年8月発行のサイエンティフィック・アメリカン誌に掲載されたものと同じものであり、撮影時期は1997年から1998年頃と思われる。

Zマシン（英: Z machine）は、アメリカ合衆国のサンディア国立研究所が保有する核融合実験装置であり、2016年には世界最強のX線発生装置でもある。世界各国で行われている核融合研究の主流とは大きく異なる、Zピンチと呼ばれる物理現象を利用した実験装置であり、これによって発生させた強力なX線で物質を爆縮し、熱核兵器の内部と同程度の極度に高温、高圧の条件を作り出すことができる。この方法により、2003年3月には重水素燃料のみで核融合を達成している。
この装置はサンディア研究所のパルスパワープログラム (Pulsed Power Program)の一環を成し、その最終目的は慣性閉じ込め方式核融合(Inertial Confinement Fusion : ICF)プラントの可能性の実証とされているが、米国の核兵器備蓄性能維持計画（Stockpile Stewardship Program）の一環として、2006年から2007年にかけての大がかりな改造においてはエネルギー省(DOE)傘下の国家核安全保障局 (NNSA ： Stockpile Stewardship Program を実行するために2000年に新設された機関)から多額の資金供給を受けている。
改造後はNNSAの下で臨界前核実験(Subcritical Experiment)を補完するための実験装置としても利用されており、2010年11月には最初の少量プルトニウム実験を実施して物議を醸している(この実験は、マスメディアなどでは臨界前核実験とは区別して「新型核実験」と呼んでいる)
。この実験は、判明しているだけで今までに12回実施されており(2014年11月の時点、最新のものは2014年10月3日実施)、
NNSAの担当者は中国新聞の取材に対して「1回の実験で使用されるプルトニウムは8g以下」と答えている。
2013年4月29日には、札幌市議会の金子快之議員がサンディア研究所を訪れ、Zマシンを見学している。案内した同研究所のパルスパワープログラムの責任者である Keith Matzen の「確かにプルトニウムの燃焼実験も毎日やっていますが、核兵器の開発とは全く関係ありません」「研究対象はプルトニウムだけではなく、あらゆる物質です」との説明に賛意を表し、「これは明らかに札幌市議会が抗議文を送るような施設ではありません。」との意見を表明している(札幌市はZマシンによる新型核実験に対して2012年10月3日にオバマ大統領への抗議決議を採択している)。
2014年4月5日に朝日新聞は、Zマシンの日本の報道機関への初公開を伝える記事において、「研究所によると、実験では、X線は照射されず、核分裂反応も一切起きない。爆発に近い状態を再現しているわけではないという。」という証言を載せている。
Zマシンはニューメキシコ州アルバカーキのカートランド空軍基地内にあるサンディア研究所の Area IV (または Tech Area IV)と呼ばれる拠点地域の建物番号983北緯35度02分08秒 西経106度32分33秒 / 北緯35.035451度 西経106.542522度座標: 北緯35度02分08秒 西経106度32分33秒 / 北緯35.035451度 西経106.542522度内に設置されている。

## Zマシンの物理学
前述のようにZマシンはZピンチと呼ばれる比較的良く知られた物理現象を用いている。Zマシンの大部分はZピンチを発生させるための、ごく短い時間幅の大電力パルスを発生させるための装置群である。
Zピンチについて簡単に説明する。空間中に十分長い2本の導体線を平行に置き、これらに同じ方向の電流を通電すると、お互いが発生する磁場と電流の相互作用によって2本の導体線を近づける方向にローレンツ力が発生する。
今度は空間中に仮想的な円柱を考え(通常その中心軸をZ軸に一致させる)、中心軸に平行に円柱の側面上に等間隔で多数の導体線を置き、2つの底辺に円盤状の導体を電極として置き、これらを電気的に接続する(鳥かごのような構造を想像してもらいたい)。このような構造物はZピンチを利用する分野ではワイヤーアレイと呼ばれていて、実際に非常によく利用されている(Zマシンもこのワイヤーアレイを使用している)。
ワイヤーアレイの底面を構成する2つの電極に通電すれば、各導体線には隣接する導体線との距離を縮める方向にローレンツ力が発生する。各導体線を均等に電流が流れるのであれば、各導体線にかかるローレンツ力の合力は、円柱の中心軸に向かう同じ大きさ力となる。つまりZ軸の方向にワイヤーアレイ全体を絞るような力が発生するわけであり、このためこの現象はZピンチと呼ばれている。
導体線ではなく円柱の側面全体を薄い導体(ホイル)とした導体円筒を用いてもZピンチを発生することができる。後述する Saturn を用いて行われていた爆縮ホイル実験とはこのような導体円筒を用いたものである可能性があるが詳細は不明である。導体円筒の場合には円筒の高さ方向だけでなく円周方向にも電流が流れることができるため、ホイルに加わる力は不安定になり、中心軸に正確に向かなくなるため、結局うまくいかなかったものと想像される。その状況証拠として、Saturn が成功し始めたのは、後述するようにロシア側の情報に基づいてワイヤーアレイを採用した後であり、Zマシンは Saturn を踏襲して最初からワイヤーアレイを使用している。
現在 Zマシンで使用されている代表的なワイヤーアレイは、ヒトの髪の毛程度の太さのタングステン製またはスチール製ワイヤーを数十から数百本、直径数cm、高さ数十cm程度の円柱状に配置したものである 。ワイヤーアレイを真空中に置き、Zマシンの高エネルギー電力パルスにより瞬間的に大電流を通電すれば、ワイヤーアレイは通電した瞬間にプラズマ化し、各ワイヤーの残骸である線状のプラズマは、Zピンチにより中心軸方向の強い加速を受けて高速度 (ロサンゼルスからニューヨークまでの約3000マイルを1秒弱で飛ぶ速度と形容される。つまり約 5000km/s ということになる)で中心軸付近で衝突し、合体してスタグネーション(stagnation : 停留部)と呼ばれる鉛筆の芯ほどの太さの1本の線状プラズマになる。
このスタグネーションが衝突によるエネルギーで超高温となり、強力なX線を放射する。現在、Zマシンが放射するX線のピーク出力は350テラワット、全エネルギーは2.7メガジュール、ワイヤーアレイに通電されるピーク電流は26メガアンペアに達している。また、スタグネーションの温度は、2006年には20億ケルビン(20億°C)を超えている。
Zマシンは慣性閉じ込め方式核融合実験装置であり、Zピンチで発生したX線で、まず、ホーラム (hohlraum : ドイツ語で「空洞」の意) と呼ばれる小さな中空の円柱状コンテナを急激に加熱、膨張させ、それによって中に置かれた核融合燃料(重水素単独または重水素と三重水素)を密封した小さなペレットを圧縮する。このような方法を取るのは、核燃料の重水素と三重水素は原子番号が小さくX線を効率的に吸収しないからである(ZピンチによるX線は比較的エネルギーが低いので、物質による吸収は主に光電効果によるものとなる)。ホーラムの材料にはX線を効率的に吸収する原子番号の大きい物質が使われる。X線の発生方法によって、ペレットの爆縮方法には直接法と間接法がある。
直接法では、ペレットをホーラムに入れて、ワイヤーアレイの中心に置き、高速度の線状プラズマでホーラムに直接打撃を与え、その際に放出されるX線でホーラムを加熱、膨張させ、その圧力でペレットを爆縮する。従って本来の意味でのスタグネーションは発生しないことになる。
間接法ではスタグネーションを発生させて、そのX線で同様にホーラムを加熱、膨張させ、その圧力でペレットを爆縮する。このときペレットとホーラムはどの位置に置かれているかは公開資料からははっきりしないが、ワイヤーアレイの下に、ワイヤーアレイの中心軸とホーラムの中心軸を一致させた形で置くか、あるいはこの下にさらに同じ中心軸を持つワイヤーアレイを置いてホーラムを2つのワイヤーアレイでサンドイッチにする(ダブルエンド型)ことを示唆するイラストがある。
これらの方法による加熱で、ホーラムの温度は1.8メガケルビン (180万度)に達している。

## Zマシンの構造

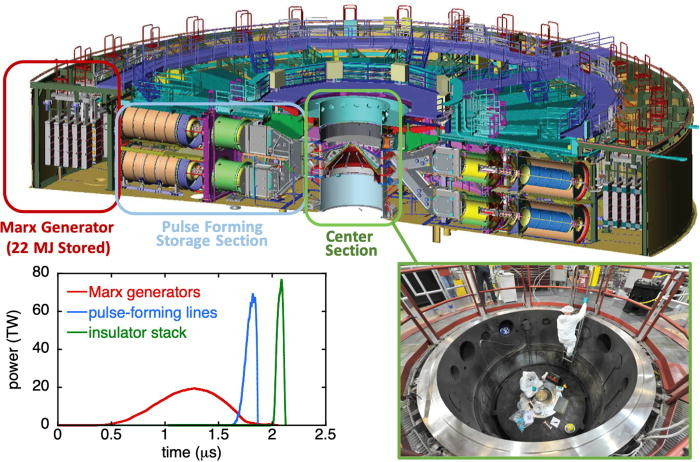
Zマシン構造図、上：断面図、右下：中央の真空チャンバー、左下：伝送ラインでパルス幅とピークパワーが圧縮されて行く様子

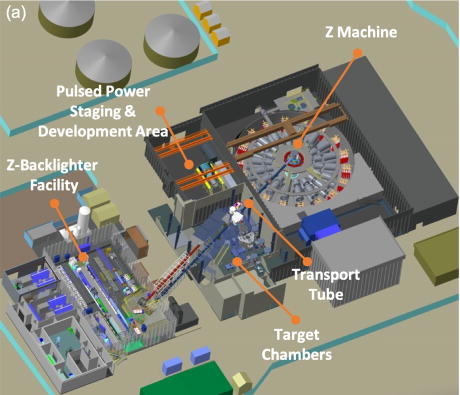
Zマシン建屋配置図

Zマシン(ZRマシン)の基本構造は、36個のパルス発生モジュールを車輪のスポークのように放射状に配置した直径約33mの円盤状である。車輪のハブにあたる部分にワイヤーアレイを収める直径約3m、高さ約6mの真空チャンバーが置かれる。パルス発生モジュールは、まず上下に2個重ねたものを1組として、後述するマルクスジェネレーター側を外側、磁場絶縁伝送ライン側を内側にして20°間隔で18組並べている。この円盤状の構造は PBFA I 、PBFA II (後述)以来踏襲されてきたものであり、PBFA の場合には各パルス発生モジュールの出力側にイオンビーム加速器が配置されていた。
各パルス発生モジュールは、次の(1)から(3)の装置を直線状に並べた構造になっている。
(1) まず外部電源からのエネルギーを蓄え第1次パルスを発生する、高耐圧、大容量のコンデンサの集合体とスイッチ群で構成するマルクスジェネレーター(Marx generator)がある。マシン全体で1ショット当たりにマルクスジェネレーターに蓄積されるエネルギーは約20メガジュールであり、充電には数分を要する。この出力側の第1次パルスの幅は約1マイクロ秒である。
(2) 次にマルクスジェネレーターの第1次パルスの幅を圧縮し、さらに高電圧、大電流のパルスに成形する水を誘電体とした太い同軸ラインが続く。これらは PFL (Pulse Forming Line)、OTL1 (Output Transmission Line 1)、OTL2 (Output Transmission Line 2)および、これらを分離する水スイッチで構成されている。これらは、水誘電体スイッチング(water-dielectric switching)と呼ばれる原理を用いている。OTL2 の出力側で、パルス幅は100ナノ秒以下にまで圧縮される。OTL2 の出力側で、上下2個のパルス発生モジュールの出力は結合される。
(3) 最後に OTL2 の出力パルスを最終ターゲットであるワイヤーアレイを収めた真空チャンバーへ導くと同時にインピーダンス変換を行う磁場絶縁伝送ライン (magnetically insulated transmission line)呼ばれる真空で絶縁された同軸ラインが続く。この同軸ライン中には中心軸に平行に強力な磁場がかけられており、強電界により中心導体(負極側)から電子が飛び出しても、ローレンツ力により中心導体に戻すことで絶縁破壊を防ぐ(これを磁場絶縁と呼ぶ)ように工夫されている。

## 沿革

### サンディア研究所における初期の核融合研究 1960年頃～1995年頃
Zマシンを含むサンディア研究所のパルスパワープログラムの起源は、1960年代の初めごろ、冷戦の緊張下で当時核兵器の管理と開発の任にあった国防総省(DOD)とアメリカ原子力委員会(AEC)が、核兵器が発する高エネルギーのガンマ線による被害を検証するため、サンディア研究所に高エネルギーのX線実験設備の開発の任を割り当てたことに端を発している
さらに1970年代の初めごろには、DODとAECは熱核兵器の核融合反応の物理についての詳しい理解を得るため、研究室環境で核融合反応を再現する方法の開発を、サンディア研究所及びローレンスリバモア国立研究所、ロスアラモス国立研究所などに打診し始めた。一方、この技術は核融合エネルギー利用への道を開くものでもあった。1973年には石油危機が勃発し、核融合エネルギーはにわかに注目を集めることとなり、AECからこの分野の研究について、これらの国立研究機関への大規模な資金供給が行われた。以降、核兵器研究と核融合エネルギー開発という2本の糸が複雑に絡み合いながら核融合炉の開発競争が繰り広げられることとなった。
核融合炉の方式は、トカマク型に代表されるプラズマの磁場閉じ込め(Magnetic Confinement)による連続反応方式と、核融合燃料を密封した小さなペレットを高エネルギーのレーザーまたは粒子ビームで瞬時に加熱してプラズマ化し、その際に発生する爆縮現象 (Implosion)によって慣性閉じ込めを行うパルス反応方式に大別されるが、後者は熱核兵器の内部で発生する現象とほとんど同じである。前出の3研究所については、核融合反応の研究は核兵器の研究を起源としているため、研究対象はほぼ慣性閉じ込め方式に限られていた(現在に至るまで同じ)。
1970年代初頭の時点では、レーザーによる慣性閉じ込め方式については、ローレンスリバモア研究所とロスアラモス研究所がサンディア研究所より大きく先行しており、サンディア研究所にほぼ勝ち目はなかった。1972年にサンディア研究所は電子ビーム加速器の専門家で実績も有していた Gerry Yonas を核融合研究の責任者として雇い入れ、以降 Yonas の指揮のもとで、サンディア研究所の核融合研究は粒子ビーム慣性閉じ込め方式に傾倒して行くことになる。
一方レーザーによる慣性閉じ込め方式についてはQスイッチやモードロッキングといった技術的進展を経て、現在はローレンスリバモア研究所の国立点火施設 (National Ignition Facility : NIF)に集中して引き継がれているが、実用とはかけ離れた状態にいる。
この間、1975年1月にAECは原子力規制委員会(NRC)とエネルギー研究開発管理部(ERDA)
に分割され、さらにERDA は1977年にエネルギー省 (DOE)に改組されている。以降サンディア研究所はDOEとDODからの資金提供で粒子ビーム慣性閉じ込め方式の研究を進めていくことになる。
責任者の Yonas の下でサンディア研究所では Hydra (1972年)、 Proto I (1975年)、 Proto II (1977年)、といった初期の電子ビーム慣性閉じ込め方式の実験機による基礎研究が行われた。この当たりのことは、Yonas 自身が1978年11月発行のサイエンティフィック・アメリカン誌に、最初の一般向け記事「粒子ビームによる核融合」として紹介している。
1978年ごろから EBFA (Electron Beam Fusion Accelerator : 電子ビーム融合加速器)の建造が始まったが、1979年に至って HydraMite (Hydra改造機)、Proto II の実験データを検証した結果、電子ビームでは核融合を達成できない可能が高く、イオンビームの方がより適しているという結論に達した。このため、急きょ建造中のマシンの設計変更を行い、以降このマシンは PBFA (Particle Beam Fusion Accelerator : 粒子ビーム融合加速器) と呼ばれることとなった。同じ1979年には PBFA の完成を待たずに、さらに強力な粒子ビーム融合加速器である PBFA II 建造へのDOEからの資金供給が決定された(このため PBFA は以降 PBFA I と呼ばれることになった)。この PBFA II が後に改造を経てZマシンに変貌を遂げることとなる。
1980年に PBFA I は完成し、6月には最初の試験が行われた。PBFA I は陽子ビームを用いていたが、ビーム形成電極 (diode)の効率と、陽子ビームのターゲットへの収束において重大な問題を抱えていた。この知見から設計中の PBFA II は、より粒子質量の大きいリチウムイオンビームを用いることになった。
1985年に PBFA II は完成し、12月11日に最初の試験が行われた。一方 PBFA II の完成により粒子ビーム核融合研究の主役から退いた PBFA I は、W88核弾頭の開発を支援する目的で、粒子ビームの衝突による強力なX線発生装置である Saturn に改造された(1987年)。
一方、サンディア研究所では1970年代中ごろから、軍事利用を目的として爆縮ホイル(imploding foil)による強力なX線の発生を研究してきたが、これは機密(classified)情報として外部に出ることはなかった。この研究は、1983年に発表された戦略防衛構想 (SDI)と関連しながら1980年代中ごろも細々と続けられており、Saturn をパートタイムでこの研究に用いることになったが、これはZマシンに至る1つの大きな道標となった。
この少し後で、もう一つの決定的な道標がロシアからもたらされた。サンディア研究所では核融合の国際共同研究として、機密に触れない分野に限定してロシア(当時まだソ連であった)ともコラボレーションを行ってきたが、1990年代初頭に行われた一連のコラボレーションにおいて、サンディア研究所は、ロシアが Angara V という実験装置において、ワイヤーアレイを使用したZピンチにより、ホーラムを Saturn の実績をはるかに超えたレベルまで圧縮することに成功していることを知った。Zピンチにホイルではなくワイヤーアレイを用いる方法は、当時クルチャトフ研究所所属で Angara V の実験責任者の1人であったValentin Smirnov が思いついたとされている。
Zピンチに関する研究が機密指定を受けている状態では、ロシアとのそれ以上の共同研究は無理であったため、サンディア研究所はその機密指定解除をDOEに働きかけ、これが認められて、以後、ロシアとの共同研究は長く続けられ、また、Zピンチに関する研究成果が広く公表されることとなった。

### Zマシンの誕生と初期の運用 1996年～2006年
ロシアとの共同研究の成果として、1995年に Saturn はタングステン製ワイヤーアレイを用いたZピンチにより、X線のピーク出力を40テラワットまで高めるに至った(この成果は現在では「1995年のブレークスルー」と呼ばれている)。一方、 PBFA II によるイオンビーム融合研究は数年に渡って停滞していた。Saturn の成果を受けて、1996年には Saturn と基本構造は同じである PBFA II に若干の改造を施した、PBFA-Z と呼ばれる暫定的な実験装置でのZピンチ実験が実施され、予想以上の成果が得られた。
PBFA-Z による成功のインパクトは非常に強く、1997年にサンディア研究所はイオンビーム融合研究を放棄し、以降はZピンチ技術を用いた慣性閉じ込め方式核融合研究に専念することを決定し、これに伴い PBFA II はZマシンに改名された(Zマシンの誕生)。この当たりのことは、やはり Yonas (この時点ではサンディア研究所副所長)が1998年8月発行のサイエンティフィック・アメリカン誌に、"Fusion and the Z-Pinch"(日本語版「急浮上するZピンチ核融合」、日経サイエンス 1998年11月号)として成果を紹介し、Zピンチによるアプローチが公衆の目に触れることとなった。
この時点でZマシンのピーク電流は18メガアンペア、パルス幅は100ナノ秒以下に達しており、Zピンチ実験装置としてもX線発生装置としても世界で比肩するものがない性能を持っていた。
1999年にサンディア研究所は、チタン製のネスティッドワイヤーアレイを用いた実験を開始した。 これはワイヤーアレイの内側にさらに小さなワイヤーアレイを置く構成であり、爆縮の安定性の向上に効果があった。
1998年に、ローレンスリバモア研究所は国立点火施設の大型レーザー発生器 Beamlet を解体してサンディア研究所に移譲し、サンディア研究所はこれによって発生させた強力なX線により、Zピンチによるペレットの爆縮現象のストロボ撮影を行うこととなった。この装置は Z-Beamlet と呼ばれることになり、これを用いた最初のZピンチ実験は2001年の夏に行われた。
2003年4月7日、サンディア研究所は、3月に行われたZピンチ実験において中性子の発生を観測し、遂に核融合に到達したと発表した。使用したペレットは直径2mmの球形で、透明なプラスチック製シェルの中に重水素のみを封入したものであり、これをホーラム( foam cylinder と表現されているが詳細は不明)の中に入れて、ZピンチによるX線で爆縮を起こさせた。観測された中性子の数は約100億個であった
。
2006年初頭、サンディア研究所はZマシンが20億ケルビン(20億°C)を超える高温のプラズマの生成に成功したと発表した。これは恒星内部の温度より高い。このとき用いられたワイヤーアレイは通常使われるタングステン製ではなく、スチール製で、直径55mmと80mmのネスト構造のものであった。この実験では妙なことが起こった。衝突直前までにワイヤー(＝線状プラズマ)が獲得したエネルギーの総量よりも、放出されたX線の全エネルギーの方が4倍も大きかったのである。この実験では燃料ペレットは用いていないので、外観的にはエネルギー保存則が破れているように見える。
この余分なエネルギーがどこから来たのかについては、Zマシンのパルスエネルギーの大きな部分はプラズマの近くの空間に磁気エネルギーとして蓄えられることから、プラズマの衝突によって発生する小さなスケールのプラズマの乱流と磁場が電磁流体力学的な相互作用を起こし、粘性によって磁気エネルギーの一部がスタグネーションの熱エネルギーに転換されるという説が発表されている。その後の検証がどうのように進展したかは不明である。

### Zマシンの改造とそれ以降 2006年～
核融合研究の他のアプローチが皆停滞している中、Zピンチによるアプローチは国家的な注目を集め、研究予算は大幅に増加されることとなった。2002年に議会は、ZR (Z refurbishment)プロジェクトと呼ばれるZマシン改造計画のための1000万ドルの予算を認めた。2004年、DOE傘下のNNSAはZRプロジェクトに5000万ドルの予算を上積みした。ただし、これはZマシンの軍事研究における利用を最優先に考えたものであった。サンディア研究所は他のプロジェクトからさらに3000万ドルを捻出してZRプロジェクトに割り当て、ZRプロジェクトの総予算額は約9000万ドルとなった。改造は2006年7月から2007年10月にかけて行われ、パルス発生モジュールは最新の技術を用いた新規設計のものに完全に取り換えられた。改造後のZマシン (改造前のものと区別する必要がある場合にはZRと呼ばれる)は、ピーク電流が改造前の18メガアンペアから26メガアンペアに約45%増大している。この他に、パルス同期の正確さ、一定期間内に可能な実験回数などの面で改良されている。
前述のように、2010年11月からは、NNSAが所管する備蓄性能維持計画のために、臨界前核実験を補完する、少量のプルトニウムを用いる試験を行っている。これらの試験に関する説明は「Zマシンの強力なX線により、核兵器の内部と同程度の高温、高圧を再現し、その環境下でのプルトニウムの物性を試験することにより、地下核実験を行わずに備蓄核兵器の有効性を検証できる。」という旨のニュースリリースを出している。

## 今後の動向
サンディア研究所では ZN (Z Neutron) というZマシンの発展版が計画されている。ZNは核融合においてさらに高い出力を得る実験のために用いられ、オートマチックで毎時1ショットの頻度で、1ショットごとに20から30メガジュールの水素融合エネルギーを得られるように計画されている。現在のマークスジェネレーターはロシア製の Linear Transformer Driver (LTD)に換装される予定である。
8から10年の運用の後は、ZNはさらに100秒ごとに1ショットの核融合が可能なパイロットプラントへ改造されることになっている。
その次の段階として計画されているのは、Zピンチを用いた真に最初の核融合原型プラントである Z-IFE (Z-inertial fusion energy) 実験施設である。これはサンディア研究所の LTDを用いた最新の設計になると予告されている。サンディア研究所は最近概念設計用の、LTD を用いた 1 ペタワット (1015 ワット)級のパワープラントの建造予算を要求しているが、この装置ではピーク電流は70メガアンペアに達する予定である。2012年に行われたシミュレーションでは、ピーク電流が60から70メガアンペアの場合、入力エネルギーの100から1000倍の核融合エネルギーが外部へバックされることが示された。現在のZマシンの設計最大ピーク電流である26から27メガアンペアでの実験は2013年に予定されており、前記のシミュレーションの検証が行われる予定であるとプレスリリースされ、実際に2013年4月～6月の間に行われた模様である。